# Chevrolet Trailblazer (2019)
Pour le SUV intermédiaire vendu en Amérique du Nord en 2001-2008 et en Asie du Sud-Est et en Amérique du Sud depuis 2012, voir Chevrolet TrailBlazer.

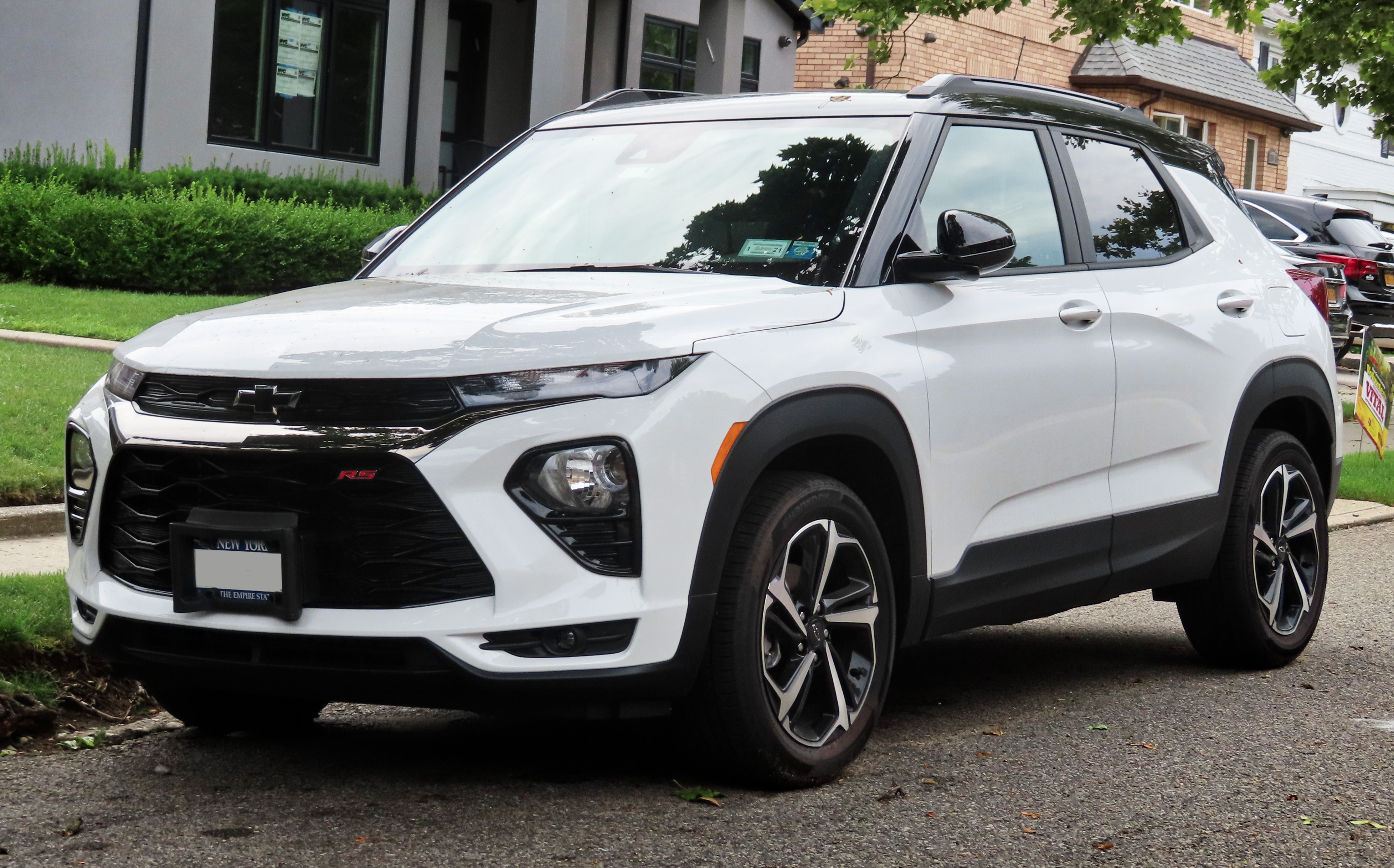
2021 Chevrolet TrailBlazer RS AWD

La Chevrolet Trailblazer est un crossover sous-compact entre le Trax et le plus grand Equinox vendu en Chine. Il fera ses débuts en Amérique du Nord en 2020 en tant que modèle de 2021.

## Aperçu
Le Trailblazer a été lancé le 16 avril 2019 au 18e Salon international de l'industrie automobile de Shanghai aux côtés du Tracker, qui remplacent tous les deux le Trax sortant. Il s'agit d'un crossover compact qui sera destiné aux marchés développés tandis que le sous-compact Tracker sera destiné aux marchés émergents,. Développé par GM Korea, le Trailblazer sera assemblé à Incheon, en Corée du Sud.
Le Trailblazer a fait ses débuts en Amérique du Nord au Salon de l'auto de Los Angeles en novembre 2019 et sera vendu aux États-Unis à partir du début de 2020 en tant que véhicule de l'année modèle 2021. Chevrolet a annoncé que le prix de base coûterait moins de 20 000 $ (USD). Il y aura cinq niveaux de finition: L, LS, LT, ACTIV et RS. Les deux derniers seront livrés en standard avec un double échappement et des fonctionnalités haut de gamme. L'ACTIV et le RS comporteront également un toit à deux tons.
Contrairement au Trailblazer de taille moyenne fabriqué entre 2002 et 2009, ainsi qu'au Trailblazer du marché international basé sur le pick-up Colorado, cette version du Trailblazer sera placée au-dessus du Trax et en dessous de l'Equinox. Il présente un style similaire à celui du Blazer de 2019, mais dans une finition plus petite.
Le 16 janvier 2020, le Trailblazer a été lancé en Corée du Sud. Il est plus long que les autres spécifications. La longueur est de 4425 mm, la largeur est de 1810 mm.